# Jan Něpomňaščij
Jan Něpomňaščij (rusky Ян Александрович Непомнящий; * 14. července 1990), často přezdívaný Nepo, je ruský šachista patřící do absolutní světové špičky. Titul šachového velmistra (GM) získal v roce 2007. Dvakrát vyhrál Turnaj kandidátů a mohl se tak utkat o titul mistra světa v šachu – poprvé roku 2021 s Magnusem Carlsenem a podruhé roku 2023 s Ting Li-ženem, ani v jednom případě neuspěl.

## Šachová kariéra

### Raná kariéra
Něpomňaščij se začal učit hrát šachy, když mu bylo 4,5 roku. Jeho dědeček Boris Josifovič Něpomňaščij (1929–1998) byl známým učitelem a písňovým textařem v Brjansku. Jeho prvními trenéry byli kromě strýce Igora Něpomňaščiho také Valentin Jevdokimenko, šachový mistr Valerij Zilberstein a šachový velmistr Sergej Janovsk. Už do svých 13 let se účastnil několika mládežnických turnajů na evropské i světové úrovni. Třikrát zvítězil na Mistrovství Evropy mládeže (2000–2002), v roce 2002 se stal vítězem v kategorii U12 i na šachovém Mistrovství světa mládeže, kde v tiebreaku porazil Magnuse Carlsena.

### 2007–2009
V roce 2007 skončil druhý ve skupině C šachového turnaje ve Wijk aan Zee a získal svou první velmistrovskou normu. Později téhož roku získal druhou normu na mistrovství Evropy v šachu jednotlivců v Drážďanech. Třetí a poslední normu požadovanou pro titul velmistra získal na 5. turnaji Vanya Somov Memorial – World's Youth Stars v Kiriši. Něpomňaščij vyhrál posledně jmenovaný turnaj a v tiebreaku překonal Raufa Mamedova, Parimarjana Negiho a Zavena Andriasiana.
Vítězstvím na turnaji Aeroflot Open v Moskvě v únoru 2008 se kvalifikoval na Dortmundské šachové dny. V tomto turnaji se jako neporažený dělil o druhé místo. Ve stejném roce také vyhrál Ordix Open, turnaj v rapid šachu v Mohuči.
V roce 2009 získal zlatou medaili v šachu na Makabejských hrách.

### 2010–2011
V roce 2010 Něpomňaščij vyhrál evropský šampionát jednotlivců v Rijece se skóre 9/11. Později téhož roku v Moskvě vyhrál ruský šachový šampionát poté, co v play-off porazil Sergeje Karjakina.
V listopadu 2011 se Něpomňaščij dělil o 3.–5. místo s Vasylem Ivančukem a Sergejem Karjakinem v kategorii 22 na Talově memoriálu v Moskvě.
Něpomňaščiho trenérem v roce 2011 se stal Vladimir Potkin.

### 2013–2015
V květnu 2013 se Něpomňaščij dělil o 1.–8. místo s Alexandrem Mojsejenkem, Jevgenijem Romanovem, Alexandrem Beljavskim, Constantinem Lupulescu, Franciscem Vallejo Ponsem, Sergejem Movsesjanem, Hrantem Melkumjanem, Alexejem Drejevem a Jevgenijem Alexejevem na evropském šampionátu jednotlivců. Následující měsíc skončil druhý za Šachrijarem Mamedjarovem na mistrovství světa v rapid šachu, které se konalo v Chanty-Mansijsku. V říjnu 2013 v superfinále ruského šampionátu hrál o první místo s Pjotrem Svidlerem a skončil druhý v tiebreaku.
V průběhu roku 2013 vzrostl Něpomňaščiho rating v bleskové hře z 2689 v lednu na 2830 v prosinci.
Něpomňaščij získal stříbrnou medaili na mistrovství světa v bleskovém šachu v roce 2014 v Dubaji. V srpnu 2014 na 5. mezinárodním šachovém festivalu Jaroslava Moudrého v Jaroslavli vyhrál Turnaj mistrů, což je turnaj v rapid šachu, kterého se zúčastnilo šest evropských šampionů z let 2009–2014. Na SportAccord World Mind Games, které se konaly v prosinci 2014 v Pekingu, získal zlatou medaili v šachovém turnaji mužů (baskický systém).
V dubnu 2015 vyhrál podruhé ve své kariéře Aeroflot Open, když v tiebreaku porazil Daniila Dubova, protože odehrál více her s černými figurami, a vysloužil si tak účast na Dortmundských šachových dnech. Hned po skončení turnaje vyhrál i turnaj Aeroflotu v bleskové hře. Později téhož roku, v září, vyhrál moskevský šampionát v bleskové hře a o měsíc později získal stříbrnou medaili na mistrovství světa v rapid šachu v Berlíně.

### 2016–2021
V roce 2016 Něpomňaščij vyhrál v červenci 7. ročník turnaje v čínském Danžou (provincie Chaj-nan) a v říjnu Talův memoriál.
Na 42. šachové olympiádě, která se konala v roce 2016, získal pro Rusko týmovou bronzovou medaili a bral stříbro jako jednotlivec.
Dne 10. prosince 2017 vyhrál Jan Něpomňaščij na superturnaji v Londýně šachovou partii proti mistru světa Magnusu Carlsenovi. V turnaji po 8 kolech vedl (+3-0=5), ale prohrál v tie-breaku s Fabianem Caruanou, který se na vedoucího hráče dotáhl v 9. kole, a Něpomňaščij tak obsadil 2. místo. Dne 27. prosince 2017 obsadil 3. místo na mistrovství světa v rapid šachu, které se konalo v Rijádu.
V červenci 2018 vyhrál 46. Dortmundské šachové dny se skóre 5/7 (+3–0=4) a skončil o bod před svými nejbližšími konkurenty.
V lednu 2019 se Něpomňaščij zúčastnil 81. ročníku šachového turnaje ve Wijk aan Zee a umístil se na třetím místě s 7½/13 (+4–2=7).
V březnu 2019 přispěl k tomu, že Rusko zvítězilo na mistrovství světa družstev v šachu.
Koncem května téhož roku se zúčastnil moskevského turnaje FIDE Grand Prix, který byl součástí kvalifikačního cyklu na mistrovství světa v šachu 2020. Turnaj byl pro 16 hráčů. Něpomňaščij ve finále porazil Alexandra Griščuka v rychlých tiebreacích a turnaj vyhrál. To mu přineslo celkem 9 bodů Grand Prix, čímž se umístil na vrcholu výsledkové tabulky.
V roce 2019 vyhrál dva turnaje série FIDE Grand Prix (Moskva, květen 2019; Jeruzalém, prosinec 2019) a kvalifikoval se tak pro turnaj kandidátů v roce 2020 v Jekatěrinburgu. Po sedmi kolech byl turnaj dne 26. března 2020 mezinárodní šachovou federací FIDE z důvodu pandemie covidu-19 přerušen. V prosinci 2020 vyhrál Něpomňaščij ruský šampionát se 7,5 body z jedenácti možných, čímž o půl bodu překonal Sergeje Karjakina. Turnaj kandidátů v Jekatěrinburgu se dohrával až na jaře 2021. Něpomňaščij se stal již po předposledním 13. kole dne 26. dubna 2021 jeho absolutním vítězem s 8 1/2 body, půl bodu před Maxime Vachier-Lagravem. Vyhrál pět partií, dvě prohrál a sedmkrát remizoval.
V listopadu 2021 nastoupil Něpomňaščij v Dubaji jako vyzývatel stávajícího šachového mistra světa Magnuse Carlsena k zápasu o titul ve 14 partiích. Zápas však předčasně prohrál poměrem 7,5 : 3,5, nepodařilo se mu vyhrát ani jednu partii.

### 2022
V roce 2022 opětovně zvítězil na Turnaji kandidátů, když získal 9,5 bodů ze 14 možných bez prohry jediné partie. Získal tedy možnost vyzvat mistra světa k dalšímu zápasu o titul. Magnus Carlsen však opakovaně naznačil, že přemýšlí, zda k obhajobě vůbec nastoupí. Do července tak nebylo jasné, zda se Nepomňaščij utká s ním, či s druhým v pořadí Turnaje kandidátů Číňanem Ting Li-ženem. Carlsen nakonec oznámil, že mu chybí motivace a po konzultaci s Janem Nepomňaščim i FIDE se možnosti obhajoby vzdal.

### 2023
V dubnu se Nepomňaščij v kazašské Astaně utkal s Li-ženem o titul mistra světa. Do souboje nastoupil díky předchozím zkušenostem z Dubaje a dominantnímu výkonu na Turnaji kandidátů jako favorit. Podle ankety na portálu chess.com věřilo v jeho vítězství až 56 % uživatelů, ve vítězství Li-žena pouze 44 %. Nepomňaščimu se hned ve 2. partii podařilo zvítězit s černými figurami, Li-žen dokázal srovnat ve 4. partii. Následovaly 3 partie, ve kterých vždy zvítězil hráč s bílými figurami a další 4, které skončily remízou. Li-žen už v úvodu zápasu na tiskové konferenci otevřeně přiznal, že není emocionálně v pořádku a museli mu pomoci přátelé. V 7. partii dokonce v časové tísni "zamrzl" a nebyl schopný odehrát. Do 12. partie tak nastupoval Nepomňačšij s náskokem 6:5. K vítězství mu tedy chybělo pouze 1,5 bodu, navíc v této partii výrazně vedl. Hra se však dostala do chaotické fáze, kdy oba šachisté udělali několik nepochopitelných chyb. Li-žen nakonec dokázal situaci zvládnout lépe a tuto téměř prohranou partii překvapivě otočil. Psychicky nalomený Nepomňaščij další partie pouze remizoval a nakonec titulovou bitvu prohrál v tie-breaku.

## Osobní život a názory
Něpomňaščij je židovského původu. Často je označován přezdívkou „Nepo“. Vystudoval Ruskou státní sociální univerzitu. V roce 2006 se seznámil s videohrou DotA. Byl členem týmu, který vyhrál turnaj ASUS Cup Winter 2011 v této hře a sloužil také jako komentátor na turnaji ESL One Hamburg 2018 DotA 2 pod přezdívkou FrostNova. Hraje také Hearthstone a uvedl do hry svého kolegu, ruského šachového velmistra Pjotra Svidlera; spolu později poskytli zpětnou vazbu o hře vývojářům Hearthstone.
Dne 4. října 2021 se Něpomňaščij objevil v televizní znalostní soutěži Co? Kde? Kdy?
Po ruské invazi na Ukrajinu ve čtvrtek 24. února 2022 Něpomňaščij na Twitteru uvedl: „Historie už viděla mnoho Černých čtvrtků. Ale tento je temnější než ostatní“. V březnu pak s dalšími 43 elitními ruskými šachisty podepsal otevřený dopis prezidentu Putinovi vyjadřující protest proti invazi a solidaritu s ukrajinským lidem.